# 東邦映画製作所
東邦映画製作所（とうほうえいがせいさくじょ）は、大正末期の無声映画時代にかつて存在した大阪の映画製作会社である。

## 略歴・概要
1914年9月、「天然色活動写真小阪撮影所」として開所。「天活」消滅後、「帝キネ」を発足した山川吉太郎社長のもと、1920年5月から「帝国キネマ小阪撮影所」として稼動、1923年「帝キネ」は「芦屋撮影所」を開所した。
1925年、「帝キネ」に「取締役小阪撮影所長」として入り込んだ総会屋の立石駒吉が小阪撮影所を閉鎖、小阪の全従業員を解雇、山川も立石も辞職した。立石は解雇した小阪の従業員を選別し、「東邦映画製作所」を設立し小阪撮影所を復活させる。
確かに立石が選別したメンバーにはその後スター監督になる伊藤大輔監督や、俳優の岡田時彦、「日本最古の映画俳優」横山運平、俳優時代の伊志井寛、稲垣浩、のちに東宝の看板撮影技師となる玉井正夫がいた。しかし、立石にはなんら展望もなく、才能を生かすためのヴィジョンもなかった。伊藤大輔は同社設立第一作『煙』を完成させるが、早々に退社、「伊藤映画研究所」を設立していく。撮影技師の鈴木博はアシヤ映画製作所へ流れることで、やがて「帝キネ」に復帰した。
結果、賃金未払いのため2か月で同社は解散する。
このとき、「東邦小阪」に来た元「帝キネ」従業員は、その後、山川のもと新体制となった「帝キネ」には復帰できなかった。ほぼ全員が散り散りになっていった。

## フィルモグラフィ
1925年6月公開作品
- 煙　監督・脚本伊藤大輔、撮影杉山公平、出演岡田時彦、森静子、関操、伊藤みはる
- 四谷怪談　監督・脚本山上紀夫、原作鶴屋南北、撮影高城泰策、出演五月信子
- 運兵正戦(ウンピンマーチェン)　監督小沢得二、脚本佐々木杢郎、撮影鈴木博、出演正邦宏、森静子、横山運平
- お舟と頓兵衛　監督宮沢進郎、脚本山村靖、撮影山中虎男、出演市川幡谷、華村愛子、片岡童十郎、市川桝十郎、花柳紫紅
- 信天翁　監督山上紀夫・菅省三、脚本佐々木杢郎、撮影高城泰策・玉井正夫、出演五月信子、宮島健一、伊志井寛、関操、津守精一
- 青空　監督宮沢進郎、脚本伊志井寛、撮影山中虎男、出演林誠太郎、伊志井寛、稲垣浩、華村愛子

1925年7月公開作品
- 密造庫　監督細山喜代松、脚本佐々木杢郎、撮影青島順一郎、出演正邦宏

1925年9月公開作品
- 人間礼讃　監督・脚本小沢得二、撮影塚越成治、出演正邦宏、森静子、岡田時彦